# Франсес Марион
Франсес Марион (енгл. Frances Marion; Сан Франциско, 18. новембар 1888 - Лос Анђелес, 12. мај 1973), била је америчка новинарка, глумица, књижевница, режисерка и једна од најважнијих сценариста раног Холивуда. Написала је, сарађивала је и адаптирала је више од 150 филмских сценарија у временском периоду од 1915. до 1939, оставивши снажан печат на амерички неми и звучни филм. У немој ери писала је сценарије за филмове Мери Пикфорд, Марион Дејвис и Лилијан Гиш, истакнувши се адаптацијама књижевних предложака у сценарије за филмове Стела Далас и Скерлетно слово (оба из 1926). У овом периоду опробала се и као редитељка, снимивши три филма. Тридестих година потврдила је свој рад писањем сценарија за филмове Велика кућа (1930), Ана Кристи (1930), Шампион (1931), Вечера у осам (1933) и Дама са камелијама (1936). Освојила је два Оскара, поставши на тај начин први сценариста коме је ова награда додељена двапут. Почетком четрдестих напустила је Холивуд, посветивши се писању романа и позоришних драма.
Током своје каријере написала је преко 325 сценарија. Она је била прва списатељица која је освојила две Оскара. Марион је своју филмску каријеру започела радећи за редитељку Луис Вебер. Написала је бројне сценарије немих филмова за глумицу Мери Пикфорд, пре него што је прешла на писање звучних филмова.

## Младост
Марион је рођена као Марион Бенсон Овенс у Сан Франциску, Калифорнија, у породици Ленa Д. Овенсa и Мини Бенсон. Имала је старију сестру Мод и млађег брата Лена. Родитељи су јој се развели када је имала 10 година, а живела је са мајком. Напустила је школу са 12 година, након што је ухваћена како црта цртани стрип свог учитеља. Потом је прешла у школу у Сан Матеу, а затим на Уметнички институт Марк Хопкинс у Сан Франциску када је имала 16 година. Марион је похађала ову школу од 1904. године све док школа није уништена у пожару који је уследио после земљотреса у Сан Франциску 1906. године.

## Каријера
Док је била у Сан Франциску, Марион је радила као помоћница фотографа Арнолда Гента и експериментисала са фотографским распоредом и филмом у боји. Касније је радила за Вестерн Пацифик железницу као комерцијални уметник, затим као репортерка за Сан Франциско Егзаминер. Након пресељења у Лос Анђелес, Марион је радила као уметник на изради плаката за Мороско театар, као и у рекламној фирми која је радила комерцијалне презентације.
У лето 1914. била је ангажована као асистент писања, глумица и генерални асистент у Луис Вебер Продашонс, филмској компанији чији је власница и управница била пионирка филмска редитељка Луис Вебер. Могла је да буде глумица, али је више волела да ради иза камере.
Када је Луис Вебер отишла да ради за Универзал, понудила је да поведе Марион са собом. Марион је одлучила да не прихвати понуду. Убрзо након тога, блиска пријатељица Мери Пикфорд понудила је Марион посао у Фејмос Плејрс-Ласки. Марион је прихватила и почела да ради на сценаријима за филмове као што су Fanchon the Cricket, Little Pal, и Rags. Марион је тада добила улогу поред Пикфорда у филму A Girl of Yesterday. У исто време, радила је на оригиналном сценарију за Пикфордову улогу, The Foundling. Марион је продала сценарио Адолфу Зукору за 125 долара. Филм је снимљен у Њујорку, а Moving Picture World дао му је позитивну рецензију пре објављивања. Али негатив филма је уништен у лабораторијском пожару пре него што су отисци могли да буду направљени.
Марион, пошто је отпутовала из Лос Анђелеса у Њујорк на премијеру филма The Foundling, пријавила се за посао писца у Ворлд филмс, и била је ангажована за неплаћен двонедељни пробни период. За свој први пројекат, одлучила је да покуша да поново реформатира постојеће филмове који су били одложени као необјављени. Мерион је написала нови пролог и епилог за филм са Алис Брејди, ћерком шефа Ворлд филмса Вилијама Брејдија. Нови делови претворили су филм из смешне мелодраме у комедију. Ревидирани филм је продат за дистрибуцију за 9.000 долара, а Брејди је дао Марион уговор од 200 долара недељно за њене услуге писања.
Убрзо је Марион постала шефица одељења за писање у Ворлд Филмсу, где је била заслужна за писање 50 филмова. Отишла је 1917. године када је, након успеха Јадне мале богате девојке, Фејмос Плејрс-Ласки потписао са њом уговор од 50.000 долара годишње као званични сценариста Мери Пикфорда. Марион је у то време сматрана да је „један од најбоље плаћених сценариста у бизнису.“ Њен први пројекат по уговору била је адаптација Ребеке са фарме Санибрук.
Марион је радила као новинарка и служила у иностранству као борбени дописник током Првог светског рата. Документовала је допринос жена ратним напорима на линијама фронта, и била је прва жена која је прешла Рајну након примирја.
По повратку Мерион из Европе 1919. године, Вилијам Рендолф Херст јој је понудио 2.000 долара недељно за писање сценарија за његову Космополитан продукцију. Марион је делила кућу са колегиницом сценаристкињом Анитом Лус на Лонг Ајленду.
Док је била у Космополитену, Марион је написала адаптацију Хумореске Фани Херст. Њен успех у адаптацији романа и пријатељство са Херстом допринели су њеној одлуци да адаптира још једну Херстову причу, „Супермен“, за свој редитељски деби. Резултирајући филм, , био је бестселер за студио. Марион је режирала још један филм, The Love Light, са Мери Пикфорд у главној улози.
Освојила је Оскара за писање 1931. за филм Велика кућа, добила је Оскара за најбољу причу за Шампиона 1932. године, у којој је глумио Волас Бири, и била је коаутор филма Мин и Бил, у којем глуми њена пријатељица Мари Дреслер и Бири у 1930. Она је заслужна за писање 300 сценарија и преко 130 продуцираних филмова.

## Лични живот
Марион је 23. октобра 1915. учествовала у паради више од тридесет хиљада присталица права гласа жена у Њујорку.
Након успеха у Холивуду, Марион је често посећивала Етна Спрингс опмаралиште у Етна Спрингсу, Калифорнија, користећи га као лично уточиште и често доводећи неколико колега из филмске индустрије са собом на одморе. Ово дмаралиште је, заправо, било директно повезано са историјом њене породице, јер је Марионин отац изградио одмаралиште током 1870-их.
Марион се удавала четири пута, прво за Веслија де Лапеа, а затим за Роберта Пајка, оба брака пре него што је променила име. Године 1919. удала се за Фреда Томсона, који је глумио са Мари Пикфорд у филму The Love Light 1921. Била је тако блиска пријатељица са Мари Пикфорд да су заједно били на меденом месецу када се Мари удала за Дагласа Фербанкса, а Френсис се удала за Фреда. Након Томсонове неочекиване смрти од ране на нози 1928. године, удала се за режисера Џорџа В. Хила 1930. године, али је тај брак окончан разводом 1933. Имала је два сина — Фредерика К. Томсона и Ричарда Томсона (усвојен). Фредерик је докторирао енглески језик на Јејлу, тамо је предавао и касније се придружио факултету Универзитета Северне Каролине. Постао је уредник списа Џорџа Елиота, објављујући издања Феликса Холта, радикала 1980. и касније.

## Позне године и смрт
Дуги низ година била је под уговором са МГМ студија. Независно богата, напустила је Холивуд 1946. да би посветила више времена писању позоришних комада и романа.
Франсес Марион објавила је мемоаре с насловом Off With Their Heads: A Serio-Comic Tale of Hollywood 1972. године. Марион је умрла следеће године од руптуре анеуризма у Лос Анђелесу.

## Објављени радови
- Minnie Flynn. NY: Boni and Liveright. 1925.
- The Secret Six. NY: Grosset & Dunlap. 1931. [novelization of her own screenplay]
- Valley People. NY: Reynal & Hitchcock. 1935.
- How to Write and Sell Film Stories. NY: Covici-Friede. 1937.
- Molly, Bless Her. NY: Harper & Brothers. 1937.
- Westward The Dream. Garden City NY: Doubleday and Company. 1948.
- The Passions of Linda Lane. NY: Diversey Publications. 1949. [paperback; revised edition of Minnie Flynn]
- The Powder Keg. Boston: Little, Brown & Co., 1953
- Off With Their Heads!: A Serio-Comic Tale of Hollywood. NY: The Macmillan Company. 1972. [memoir]